# Luis Ávila
Luis Ávila (ur. 6 grudnia 1948 w Colón) – panamski bokser, uczestnik letnich igrzysk olimpijskich.
Ávila reprezentował Panamę na Letnich Igrzyskach Olimpijskich 1972 w Monachium. Rywalizował w konkurencji wagi koguciej. W pierwszym pojedynku przegrał z reprezentantem Hiszpanii Juanem Francisco Rodríguezem. Ostatecznie został sklasyfikowany na 33. miejscu razem z sześcioma innymi zawodnikami.